# Държавно ловно стопанство „Осогово“
Държавно ловно стопанство „Осогово“ е образувано през 1996 г. в Осоговска планина.
Релефът е силно пресечен, с най-голяма надморска височина в Осоговска планина е връх Руен – 2251 m. Под върха извират най-големите реки в района – Бистрица и Елешница, притоци на река Струма.
Стопанството се намира на 90 km от София. Общата площ на държавните горски територии е 19 759 ha, като близо 64% от тях са защитени зони от Натура 2000. Лесистостта е 57%. На територията на стопанството преобладават горите от бук и бял бор. Средногодишното ползване на дървесина по горскостопански план е 57 497 m3. В стопанството функционират два горски разсадника – „Долно село“ (46 дка) и „Жиленци“ (30 дка). Най-добре запазените вековни букови гори в района на стопанството са в резервата „Църна река“ и в защитената местност „Зеления рид“ (буферна зона на резервата).
В района са обособени пет дивечовъдни участъка на обща площ от 9780 ha. В ловното стопанство се извършва лов на дива свиня, сърна, вълк и лисица. Срещат се и заек, белка, яребица, кеклик, гривяк и пъдпъдък.